# Пшемистка
Пшемистка (пол. Przemystka) — село в Польщі, у гміні Радзеюв Радзейовського повіту Куявсько-Поморського воєводства.
У 1975-1998 роках село належало до Влоцлавського воєводства.